# Morgan, Lewis & Bockius
«Морган, Льюис энд Бокиус ЛЛП» (англ. Morgan, Lewis & Bockius LLP) — юридическая фирма, учреждённая под названием «Морган энд Льюис» (Morgan & Lewis) 10 марта 1873 года.

## История
Юридическая фирма «Морган энд Льюис» была основана в Филадельфии 10 марта 1873 года Чарльзом Элдриджем Морганом-младшим (Charles Eldridge Morgan, Jr.), ветераном Гражданской войны в США, и Фрэнсисом Дрэйпером Льюисом (Francis Draper Lewis), сыном преуспевающего торговца хлопком. В 1883 году в фирму был принят на работу Моррис Рекс Бокиус (Morris Rex Bockius), который играл ведущую роль в фирме с начала XX века до его кончины в 1939 году. Спустя 15 лет после прихода в «Морган энд Льюис» он стал партнером в фирме, которая стала называться «Морган, Льюис энд Бокиус» (Morgan, Lewis & Bockius).
В 1882 году фирма начала работать на компанию United Gas Improvement Company, которая стала крупнейшей газовой и электроэнергетической компанией в США и до сих пор остаётся её клиентом (как UGI Corporation). Это положило начало процветанию фирмы: к концу XIX — началу XX века, «Морган Льюис» консультировала многие ведущие американские компании, в число которых входили крупнейшая газета Филадельфии, крупнейшая железная дорога Пенсильвании, крупный производитель бумаги, банки и трастовые компании, а также крупнейший в мире производитель паровозов.
В 2012 году фирма открыла офисы в Москве и в Алма-Ате (Казахстан). В 2022 году фирма закрыла офис в Москве.
Сегодня «Морган Льюис» является международной юридической фирмой, в 29 офисах которой, расположенных по всему миру, работает более 1800 юристов.

## Слияния
14 ноября 2014 года партнёры «Морган Льюис» проголосовали за принятие в фирму 227 партнёров из юридической фирмы «Бингам Маккачен ЛЛП» (Bingham McCutchen LLP). С добавлением этих партнёров предполагалось, что «Морган Льюис» войдёт в число крупнейших юридических фирм мира. Указанные партнёры, другие юристы и сотрудники вошли в состав «Морган Льюис» 24 ноября 2014 года.
15 марта 2015 года «Морган Льюис» и сингапурская юридическая компания «Стамфорд Ло Корпорэйшн» (Stamford Law Corporation) объявили об объединении, что привело к созданию полностью интегрированной юридической фирмы в Сингапуре с учреждением юридической практики в области коммерческих сделок, судебного и арбитражного производства в целях оказания юридических услуг клиентам, имеющим деловые интересы в Сингапуре и на всём растущем азиатском рынке.

## Продажа доменного имени Главной лиге бейсбола
Юридической фирме «Морган Льюис» первоначально принадлежало доменное имя MLB.com. В сентябре 2000 года «Морган Льюис» заключила договор о передаче доменного имени Главной лиге бейсбола.